# John Douglas-Scott-Montagu
John Walter Edward Douglas-Scott-Montagu (ur. 10 czerwca 1866, zm. 30 marca 1929) – brytyjski arystokrata i polityk, najstarszy syn Henry’ego Douglasa-Scotta-Montagu, 1. barona Montagu of Beaulieu, i Cecily Stuart-Wortley-Mackenzie, córki 2. barona Wharncliffe.
W 1892 r. został wybrany do Izby Gmin jako reprezentant okręgu New Forest. W niższej izbie parlamentu zasiadał do 1905, kiedy to po śmierci ojca jako 2. baron Montagu of Beaulieu zasiadł w Izbie Lordów. Podczas I wojny światowej był aktywnym członkiem Komitetu Lotnictwa Wojskowego (marzec-kwiecień 1916) oraz doradcą w Służbach Transportu Mechanicznego rządu indyjskiego (w stopniu honorowego generała-brygadiera). Był znanym promotorem motoryzacji, założycielem i wydawcą magazynu The Car Illustrated oraz członkiem Zarządu Dróg.
Lord Montagu był dwukrotnie żonaty. Jego pierwszą żoną była od 4 czerwca 1889 r. lady Cecil Kerr (14 lutego 1866 – 13 września 1919), córką Schomberga Kerra, 9. markiza Lothian, i lady Victorii Montagu-Douglas-Scott, córki 5. księcia Buccleuch. John i Cecil mieli razem dwie córki:
- Helen Cecil Douglas-Scott-Montagu (ur. 7 marca 1890), żona Arthura Clarka-Kennedy’ego, nie miała dzieci
- Elizabeth Susan Douglas-Scott-Montagu (ur. 26 września 1909), żona pułkownika Arthura Varleya, nie miała dzieci

Drugą żoną barona została 10 sierpnia 1920 r. Alice Pearl Crake (6 stycznia 1895 – 10 kwietnia 1996), córka majora Edwarda Crake’a i Clary Woodroffe, córki George’a Woodroffe’a. John i Alice mieli razem jednego syna i trzy córki:
- Anne Rachel Pearl Douglas-Scott-Montagu (ur. 4 października 1921), żona majora Howela Moore-Gwyna i sir Edwarda Chichestera, 11. baroneta, ma dzieci z obu małżeństw, jej córka z drugiego małżeństwa poślubiła lorda Howarda of Rising
- Caroline Cecily Douglas-Scott-Montagu (ur. 13 lutego 1925), żona George’a Westona, ma dzieci
- Edward John Barrington Douglas-Scott-Montagu (ur. 20 października 1926), 3. baron Montagu of Beaulieu
- Mary-Clare Douglas-Scott-Montagu (ur. 9 czerwca 1928), żona Davida Lindsay-Bethune’a, 15. hrabiego Lindsay, miała dzieci (m.in. 16. hrabiego)